# Örskär
Örskär ( pronúncia) é uma ilha do Mar Báltico, na costa da província histórica da Uppland, na Suécia.
Pertence ao município de Östhammar, do Condado de Uppsala.
Tem uma área de 484,6 ha.
A ilha tem um farol do século XVIII na costa norte, e é na sua maior parte uma reserva natural - Örskärs naturreservat, com 18 tipos de orquídeas selvagens e um população de rãs "gölgroda" (rã dos charcos). É igualmente um conhecido local de observação de pássaros, com mais de 260 espécies registadas. Para pernoitar, existe um pequeno albergue na antiga habitação do faroleiro. O acesso à ilha é feito de barco num itinerário Öregrund – Gräsö – Örskär.